# David S. Garnett
David S. Garnett (geboren am 15. Juni 1947 in Cheshire) ist ein britischer Science-Fiction-Autor und -Herausgeber.

## Leben
Garnett studierte und schloss 1968 mit einem Bachelor der University of London ab.
Im Jahr darauf erschien sein Debütroman Mirror in the Sky, eine Space Opera, in dem interstellare Infanteristen gegen einen unbekannten, erstaunlich menschenähnlichen Gegner kämpfen müssen. Um sie willfährig zu machen, werden sie mit Drogen vollgepumpt. Der nächste Roman The Starseekers nimmt das Genre der Space Opera von der humoristischen Seite und folgt dem reichsten Mann der Welt, der auf der Flucht vor Ex-Frauen und Gläubigern sich auf eine Weltraumexpedition begibt und diverse Abenteuer erlebt.
Seine Respektlosigkeit gegenüber Genrekonventionen und sein anarchischer Humor können ambivalente Eindrücke erzeugen. John Clute merkt an:

„Viele seiner Arbeiten tragen Spuren von Flüchtigkeit und gelegentlich von Gleichgültigkeit, so dass die anarchischen Subtexte seiner routinierteren Arbeiten als unbeabsichtigt erscheinen können, was sicher ungerecht gegenüber den subversiven Neigungen des Autors ist.“

Als Herausgeber startete er mehrere Anthologiereihen, namentlich The Orbit Science Fiction Yearbook und Zenith: The Best in New British Science Fiction, die allerdings nach drei bzw. Bänden eingestellt werden mussten, obwohl die Zusammenstellung vielfach gelobt und die einzelnen Bände jeweils bei den Locus Awards nominiert wurden.
Ab 1991 gab Garnett dann unter dem Titel von Michael Moorcocks Magazin New Worlds und mit dessen Erlaubnis eine weitere Reihe heraus. Es handelte sich dabei nicht um eine Neubelebung der 1979 eingestellten Zeitschrift im ursprünglichen Format, sondern um Paperback-Anthologien mit einem deutlich höheren Preis. Bis 1994 erschienen vier Bände bei Gollancz, 1997 ein fünfter bei White Wolf, dann musste auch diese Folge eingestellt werden.

## Bibliographie
Konrad-Serie (Warhammer-Universum, als David Ferring)
- 1 Konrad (1990)
- 2 Shadowbreed (1991)
- 3 Warblade (1993)
- The Konrad Saga (2005, Sammelausgabe von 1–3)

Romane
- Mirror in the Sky (1969)
  - Deutsch: Das Rätsel der Creeps. Übersetzt von Walter Brumm. Heyne SF&F #3557, 1977, ISBN 3-453-30451-9.
- The Starseekers (1971)
- Destiny Past (1974, als David Lee)
- Time in Eclipse (1974)
  - Deutsch: Zeitfinsternis. Hrsg. und mit einem Nachwort von Hans Joachim Alpers. Übersetzt von Wolfgang Crass. Moewig Science Fiction #3592, 1982, ISBN 3-8118-3592-0.
- Phantom Universe (1975)
- The Forgotten Dimension (1975)
- Stargonauts (1994)
- Bikini Planet (2000)
- Space Wasters (2001)

Sammlungen
- Cosmic Carousel (1976)

Kurzgeschichten
- Rainbow (1973)
- Da Capo (1973)
- Now Hear the Word (1974)
- The Legend of GX-118 (1974)
- The Man Who (1975)
- 99 % Dead (1976)
- Adventures of a Stone Age Man (1976)
- Forever Changes (1976)
  - Deutsch: Ewige Wechsel. In: Herbert W. Franke (Hrsg.): Science Fiction Story Reader 10. Heyne SF&F #3602, 1978, ISBN 3-453-30509-4.
- The Pension Dimension (1976)
- —————— (1976)
- Warlord of Earth (1977)
  - Deutsch: Kriegsherr. In: Herbert W. Franke (Hrsg.): Science Fiction Story Reader 8. Heyne SF&F #3549, 1977, ISBN 3-453-30443-8.
- Variant: Warlord of Earth (1978)
- Saving the Universe (1982)
  - Deutsch: Retten wir das Universum!. In: Wolfgang Jeschke (Hrsg.): Heyne Science Fiction Magazin, #12. Heyne SF&F #4167, 1985, ISBN 3-453-31125-6.
- On the Run (1982)
- Red Christmas (1985)
- Krail’s World (1986)
- Still Life (1986)
  - Deutsch: Stilleben. In: Wolfgang Jeschke (Hrsg.): Das Wägen von Luft. Heyne SF&F #6335, 2000, ISBN 3-453-16177-7.
- Brad Berry (1920–1986) (1986)
- Moonlighter (1987)
- The Only One (1987)
- The Spaceshop (1990)
- Now Read On … (1990)
  - Deutsch: Lesen Sie weiter. In: Wolfgang Jeschke (Hrsg.): Das Jahr der Maus. Heyne SF&F #6320, 2000, ISBN 3-453-15651-X.
- Together (1991)
- Off the Track (1992)
  - Deutsch: Abseits der Straße. In: Wolfgang Jeschke (Hrsg.): Reptilienliebe. Heyne SF&F #6354, 2001, ISBN 3-453-17113-6.
- Sherlock the Barbarian (1994)
- A Friend Indeed (1994)
- Brute Skill (1995)
- The Festive Season (1996, als David Ferring)
- The Tambourine Effect (2000)

Anthologien
- The Orbit Science Fiction Yearbook (1–3, 1988–1990)
- Zenith: The Best in New British Science Fiction (1 und 2, 1989 und 1990)
- New Worlds (1991–1994, 1997)